# Discoporella ocellata
Discoporella ocellata är en mossdjursart som beskrevs av Cook 1965. Discoporella ocellata ingår i släktet Discoporella och familjen Cupuladriidae. Inga underarter finns listade i Catalogue of Life.